# Дудревилль, Леонардо
Леонардо Дудревилль (итал. Leonardo Dudreville; 4 апреля 1885, Венеция — 13 января 1975, Гиффа, Пьемонт) — итальянский живописец-футурист, участник движения новеченто в начале XX века.

## Биография
Леонардо Дудревилль родился в Венеции, в семье бельгийского происхождения. Французскую фамилию (Dudreuil) он позднее изменит на Дудревилль.
Играя с арбалетом в возрасте девяти лет, он остался слепым на один глаз. В 1902 году он прервал занятия в классической гимназии, заявив, что хочет стать художником. Он начал изучать живопись в 1902 году, в миланской Академии ди Брера. В 1906—1907 годах вместе с живописцем А. Буччи, писателем и философом Марио Буджелли художник совершил поездку в Париж, где познакомился с соотечественниками: Амедео Модильяни и Джино Северини, подпав под особое творческое влияние последнего. В Париже состоялась первая персональная выставка Леонардо Дудревилля. Несмотря на то, что Дудревилль с самого начала принадлежал к футуристическому движению под первым «Манифестом футуристической живописи» (Manifesto dei pittori futuristi), вышедшим в феврале 1910 года, его подписи нет. Разочарованный Парижем, художник вернулся в Италию и поселился в Милане.
Однако уже в 1912 году художник был среди основателей группы «Новые Тенденции» (Nuove Tendenze) с программой «умеренного футуризма». В 1920 году Дудревилль подписал Манифест против всякого возвращения живописи к прошлому, а в марте 1921 года он участвовал в берлинской выставке группы "Пластические ценности (Valori plastici).
В 1922 году в Милане была образована группа художников «Наши девятисотые» (Nostro Novecento), задуманная как альтернатива футуризму и инициировавшая «возвращение к порядку», то есть ценностям классического искусства, спокойствию, умиротворению и большей объективности. Новечентисты обязались воплотить провозглашённую социалистами художественную программу. В «Группу семи» вошли семь живописцев: Ансельмо Буччи, Леонардо Дудревилль, Джан-Эмилио Малерба, Пьетро Маруссиг, Марио Сирони,Убальдо Оппи, Акилле Фуни. Группа впервые выставила свои работы в 1922 году в миланской галерее Пезаро. В этой группе Дудревилль пробыл до 1924 года, после чего отдалился от «новеченто», разошедшись во взглядах с его основательницей Маргеритой Сарфатти, которой не нравилось изобилие в его работе мелких деталей и проявление неоклассических тенденций.
В 1942 году, спасаясь от бомбардировок, Леонардо Дудревилль покинул Милан и укрылся в городке Гиффа на Лаго-Маджоре. Здесь он провёл остаток своей жизни, посвятив себя, помимо живописи и музыки, написанию мемуаров, чтению любимых книг, охоте и рыбалке. Он умер в 1976 году.

## Творчество
Не придерживаясь программы футуристического движения в искусстве, Леонардо Дудревилль заинтересовался концепцией ритма и его соотношений с цветом. Соединяя необычные ритмы линий и плоскостей в сочетании с контрастными цветами, художник пытался передать напряжение, экспрессию и динамику жизни Нового времени.
В своей живописи, в частности, в композиции «Растяжение поэзии» (1913), Дудревилль экспериментирует с овальными геометрическими формами, создающими арочные структуры различных цветов. В подобном направлении одновременно с ним во Франции работал Робер Делоне. С началом Первой мировой войны художник, слепой на один глаз, был освобождён от воинской службы и продолжал рисовать экспрессивные картины. Однако в 1919 году, под впечатлением от пережитой войны, Дудревилль решил обратиться к классическому художественному языку. С этого времени его девиз: «Ясные идеи, ясно выраженные» (итал. Idee chiare, chiaramente espresse).
В 1926 году Дудревилль, отказываясь от приглашения Сарфатти присоединиться к итальянскому комитету Новеченто, назвал свою последнюю картину «фламандской». Этим определением он намеревался утвердить свою собственную эстетическую позицию и дистанцироваться от излишне мажорных историцистских настроений, в которых он упрекал некоторых художников «Второй группы» итальянского новеченто (secondo Novecento italiano).
В дальнейшем Дудревилль работал в стиле «фламандской вещественности», близком к эстетике немецкой группы «Новая вещественность» (Neue Sachlichkeit). Впоследствии также много занимался художественным иллюстрированием литературы.